# Hartlepool United Football Club
Maillots
Actualités
Le Hartlepool United Football Club est un club de football anglais fondé en 1908. Le club, basé à Hartlepool, évolue depuis la saison 2022-2023 en Championnat d'Angleterre de football de cinquième division (National League).

## Repères historiques
Fondé en 1908, le club adopte un statut professionnel dès sa fondation et rejoint la League en 1921 (Division 3-Nord).
Après avoir échoué durant 3 années consécutives lors des play-off de la League Two, Hartlepool United termine 2e en 2003 et accède enfin à la League One. C'est alors que le club parvient à se hisser deux saisons de suite à la 6e place du championnat, lui permettant de jouer sa chance pour l'accession en Championship.
- Play-off 2003-2004

Demi-finale aller : Hartlepool United 1-1 Bristol City
Demi-finale retour : Bristol City 2-1 Hartlepool United
Les Pools étaient à deux doigts d'accéder à la finale mais encaissent 2 buts dans les ultimes minutes du match retour.
- Play-off 2004-2005

Demi-finale aller : Hartlepool United 2-0 Tranmere
Demi-finale retour : Tranmere 2-0 Hartlepool United (5-6 tab)
Comme la saison précédente, c'est à la fin du match retour que les Monkeys Hanger se font rejoindre. Ils parviendront toutefois à l'emporter lors de la séance de tirs au but.
Finale : Hartlepool United 2-4 ap Sheffield Wednesday
Après avoir concédé l'ouverture du score avant la pause, les Pools parviennent à égaliser au retour des vestiaires avant de prendre l'avantage à 20 minutes de la fin. Mais Sheffield remet les compteurs à zéro sur pénalty et décroche ainsi les prolongations. Durant celles-ci, l'espoir de tout un peuple Pool s'envole puisque Sheffield United inscrira un 3e but à la 94e minute avant de parachever le score à la 120e minute.
Jamais Hartlepool United n'était si proche de monter en Championship. La saison suivante, le club termine 21e de League One et est rétrogradé en League Two. Le club parviendra à remonter après une seule saison. Depuis, Hartlepool vient d'enchainer 4 saisons à jouer la lutte pour le maintien, parfois dans des conditions difficiles, notamment en 2009 ou 2010 où le club termine respectivement 19e et 20e.
À l'issue de la saison 2020-21, le club est promu en Football League Two.
À l'issue de la saison 2022-23, le club est relégué en National League, où il évoluera pour la saison 2023-2024.

## Bilan saison par saison
|           | Premier League | Championship | League One | League Two | Conference National | Points | Journées | V  | N  | D  | B.M. | B.P. | Diff. |
| --------- | -------------- | ------------ | ---------- | ---------- | ------------------- | ------ | -------- | -- | -- | -- | ---- | ---- | ----- |
| 1998-1999 |                |              |            | 22         |                     | 51 pts | 46       | 13 | 12 | 21 | 52   | 65   | -13   |
| 1999-2000 |                |              |            | 7          |                     | 72 pts | 46       | 21 | 9  | 16 | 60   | 49   | +11   |
| 2000-2001 |                |              |            | 4          |                     | 77 pts | 46       | 21 | 14 | 11 | 71   | 54   | +17   |
| 2001-2002 |                |              |            | 7          |                     | 71 pts | 46       | 20 | 11 | 15 | 74   | 48   | +26   |
| 2002-2003 |                |              |            | 2          |                     | 85 pts | 46       | 24 | 13 | 9  | 71   | 51   | +20   |
| 2003-2004 |                |              | 6          |            |                     | 73 pts | 46       | 20 | 13 | 13 | 76   | 61   | +15   |
| 2004-2005 |                |              | 6          |            |                     | 71 pts | 46       | 21 | 6  | 17 | 76   | 66   | +10   |
| 2005-2006 |                |              | 21         |            |                     | 50 pts | 46       | 11 | 17 | 18 | 44   | 59   | -15   |
| 2006-2007 |                |              |            | 2          |                     | 88 pts | 46       | 26 | 10 | 10 | 65   | 40   | +25   |
| 2007-2008 |                |              | 15         |            |                     | 54 pts | 46       | 15 | 9  | 22 | 63   | 66   | -3    |
| 2008-2009 |                |              | 19         |            |                     | 50 pts | 46       | 13 | 11 | 22 | 66   | 79   | -13   |
| 2009-2010 |                |              | 20         |            |                     | 50 pts | 46       | 14 | 11 | 21 | 59   | 67   | -8    |
| 2010-2011 |                |              | 16         |            |                     | 57 pts | 46       | 15 | 12 | 19 | 47   | 65   | -18   |
| 2011-2012 |                |              | 13         |            |                     | 56 pts | 46       | 14 | 14 | 18 | 50   | 55   | -5    |
| 2012-2013 |                |              | 23         |            |                     | 41 pts | 46       | 9  | 14 | 23 | 39   | 67   | -28   |
| 2013-2014 |                |              |            | 19         |                     | 53 pts | 46       | 14 | 11 | 21 | 50   | 46   | -6    |
| 2014-2015 |                |              |            | 22         |                     | 45 pts | 46       | 12 | 9  | 25 | 39   | 70   | -31   |
| 2015-2016 |                |              |            | 16         |                     | 51 pts | 46       | 15 | 6  | 25 | 49   | 72   | -23   |
| 2016-2017 |                |              |            | 23         |                     | 46 pts | 46       | 11 | 13 | 22 | 54   | 75   | -21   |

## Palmarès
- Vice-champion d'Angleterre D3-Nord : 1957
- Vice-champion d'Angleterre D4 : 2003 et 2007
- Finaliste play-off D3 : 2005

## Records
- Plus large victoire : 10-1 contre Barrow (4 avril 1959)
- Plus large défaite : 1-10 contre Wrexham (3 mars 1962)
- Meilleure affluence : 59 808 personnes contre Sheffield Wednesday (29 mai 2005, Millenium Stadium)
- Plus faible affluence : 790 personnes contre Stockport County (5 mai 1984)

## Entraîneurs célèbres
- 1965-1967 :  Brian Clough (et son adjoint Peter Taylor)
- 1988-1989 :  Bobby Moncur
- 2003-2005, 2011-2012 :  Neale Cooper
- 2013-octobre 2014 :  Colin Cooper
- octobre-décembre 2014 :  Paul Murray

## Anciens joueurs
- Peter Beardsley
- Michael Brown
- Marlon Harewood
- Steve Harper
- Andy Linighan
- Paul Murray
- Don Hutchison
- Ben Roberts
- Marco Gabbiadini

## Identité visuelle

Logo de 1995 à 2017.
Logo depuis 2017.